# Louvil

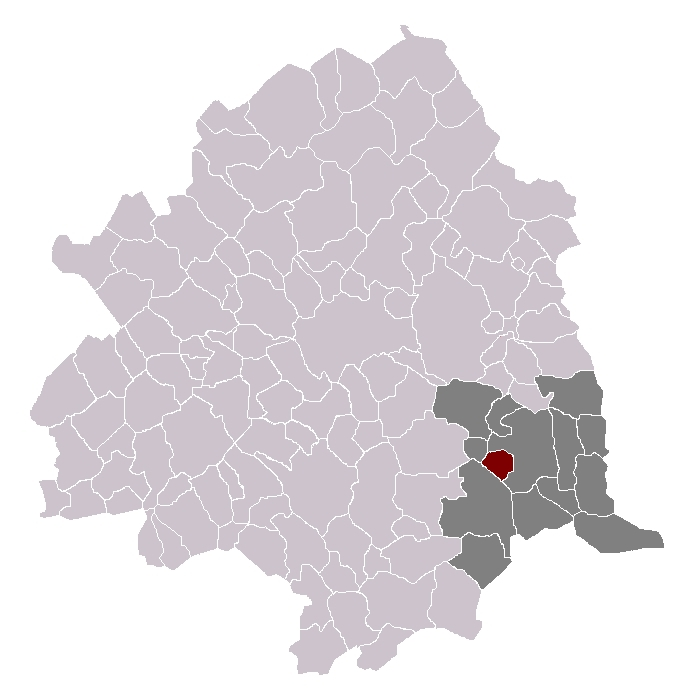
Ubicació de Louvil dins del cantó i el districte

Louvil és un municipi francès, situat a la regió dels Alts de França, al departament del Nord. L'any 2006 tenia 840 habitants. Limita al nord-est amb Cysoing, al sud-oest amb Templeuve-en-Pévèle i al nord-oest amb Péronne-en-Mélantois.

## Demografia
| 1962                                       | 1968 | 1975 | 1982 | 1990 | 1999 | 2006 |
| ------------------------------------------ | ---- | ---- | ---- | ---- | ---- | ---- |
| 478                                        | 494  | 646  | 674  | 793  | 835  | 840  |
| Des de 1962: població sense dobles comptes |      |      |      |      |      |      |

## Administració
| Període   | Identitat                 | Partit |
| --------- | ------------------------- | ------ |
| 2001-2008 | Marie-Françoise Seneschal |        |
| 2008-     | Jean-Paul Béarez          |        |